# Skunks zwyczajny

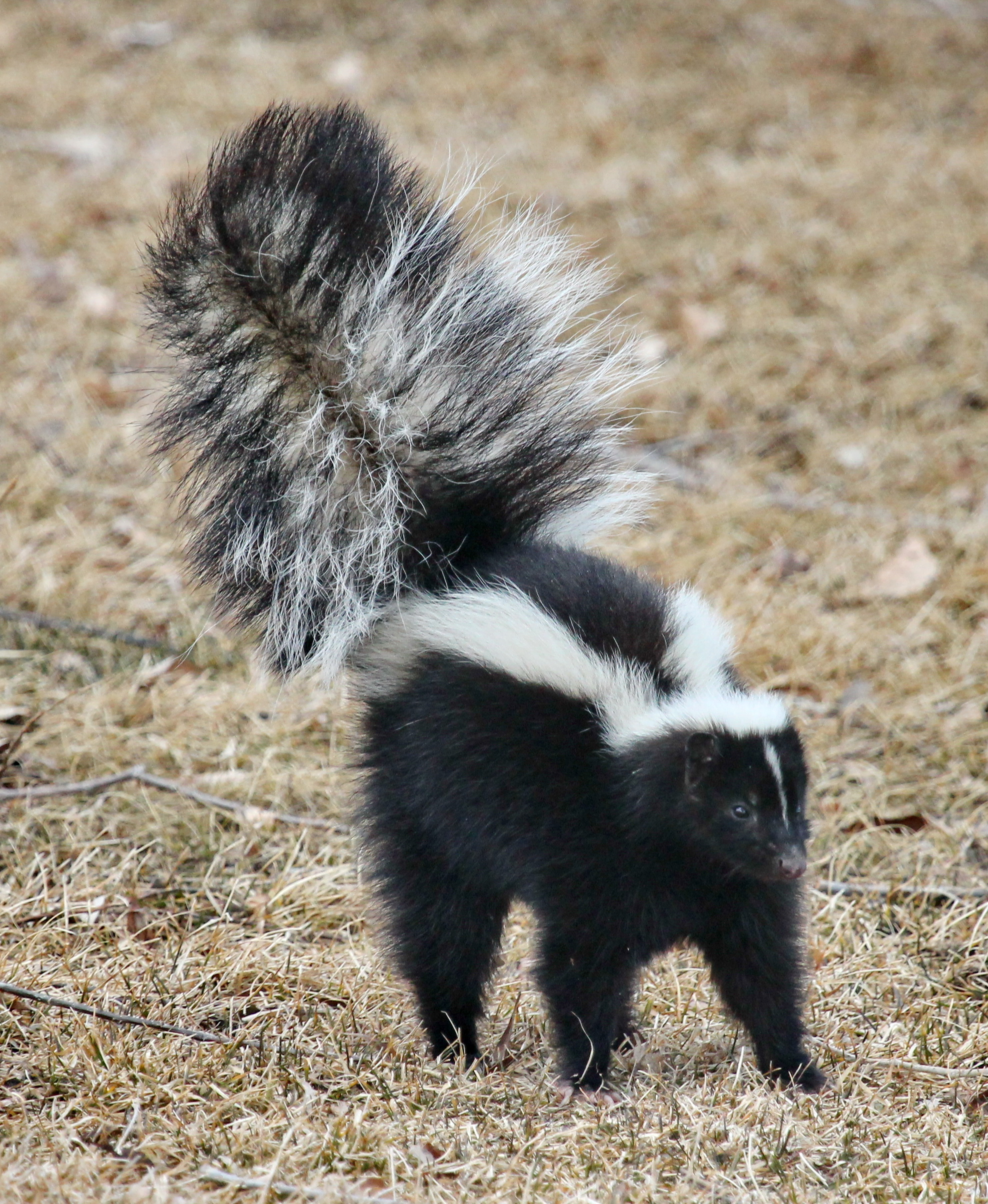
Postawa obronna skunksa

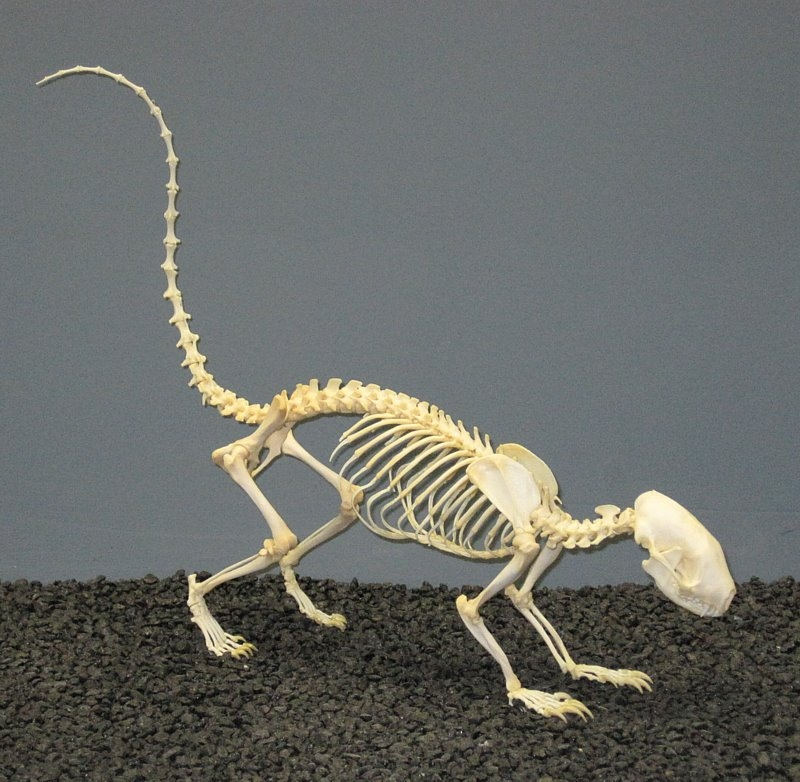
Szkielet skunksa

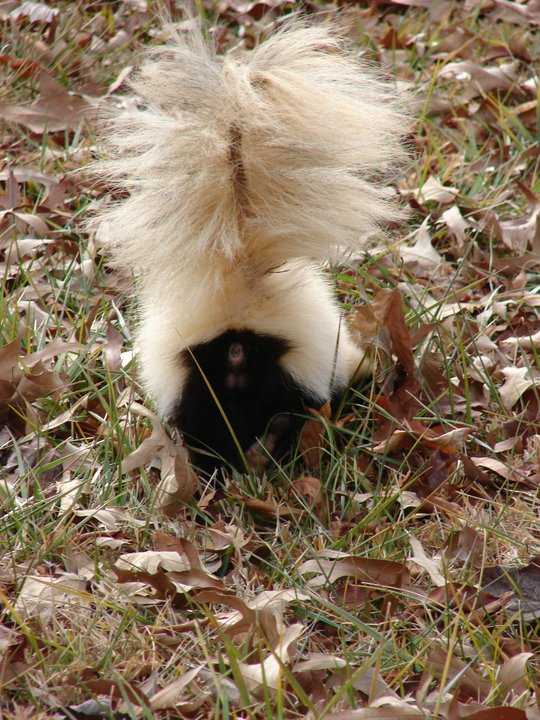
Odbyt skunksa

Skunks zwyczajny (Mephitis mephitis) – gatunek ssaka z rodziny skunksowatych, wcześniej zaliczany do łasicowatych, słynny z powodu cuchnącej wydzieliny, której używa do odstraszania napastników. Występuje na Wielkich Równinach w Ameryce Północnej. Zamieszkuje lasy i tereny otwarte. Jego sierść jest gęsta i puszysta w czarnym kolorze w białe paski.

## Pochodzenie nazwy
Nazwa Mephitis pochodzi od łacińskiego słowa mephit, co oznacza "nieprzyjemny zapach".

## Rozmieszczenie geograficzne
Skunks jest szeroko rozpowszechniony w Ameryce Północnej. Jego zasięg występowania rozciąga się od Oceanu Atlantyckiego do Oceanu Spokojnego, a z północy na południe: od południowych prowincji Kanady do północnego Meksyku.

## Występowanie i biotop
Skunks jest często spotykany w różnych środowiskach, ale najchętniej zamieszkuje tereny zalesione i trawiaste. Obecnie coraz częściej wchodzi na tereny rolnicze i częściowo zurbanizowane – obszary podmiejskie, czasem większe parki w miastach. W górach występuje do 1800 m n.p.m., a najwyższe odnotowane stanowiska jego występowania wynosiły 4200 m n.p.m..

## Morfologia
Skunks jest łatwo rozpoznawalny po czarno-białym futrze z charakterystycznymi czarnymi i białymi pasami ciągnącymi się wzdłuż grzbietu do ogona. Szerokość i kształt poszczególnych pasów są cechą indywidualną i mogą służyć do indywidualnego rozpoznawania osobników. Mają nieduże trójkątne głowy, krótkie uszy, czarne oczy bez błony migawkowej (migotki). Mają 34 zęby o formule: I 3/3, C 1/1, P 3/3, M 1/2. Nogi są grubsze, stopy pięciopalczaste z grubymi pazurami przystosowanymi do kopania w ziemi.
Cechuje je wyraźny dymorfizm płciowy. Samce są nieco większe od samic. Całkowita długość osobników waha się od 46,5 cm do 81,5 cm. Ogon ma długość od 17 cm do 40 cm. Długość tylnych łap waha się od 5,5 to 8,5 cm. Masa ciała dorosłych osobników wynosi od 0,7 do 6,3 kg. Znane jest zjawisko redukcji masy w okresie zimowym do 47,7% u samców i 50,1% u samic. Jest to związane z wyraźnymi sezonowymi zmianami metabolizmu tłuszczów.

## Tryb życia
Skunksy są spokojnymi zwierzętami ignorującymi inne ssaki, poza sezonem rozrodczym gdy stają się  agresywniejsze. Pomimo swojej pasywnej natury skunksy są znane ze swojego zachowania obronnego polegającego na wystrzeleniu w kierunku napastnika strumienia wydzieliny gruczołów okołoodbytowych. Wszystkie drapieżniki mają takie gruczoły, ale tylko skunksowate produkują w nich silnie wonne związki organiczne. W ich wydzielinie występują (E)-2-buteno-1-tiol (39%),3-metylo-1-butanotiol (22%), S-(E)-2-butenylotiooctan (15%), 2-chinolinometanotiol (8%), 2-metylochinolina (7.5%), kwas S-3-metylobutanylotiooctowy (2.5%) i inne związki organiczne.  Mogą być one wyczuwalne z odległości 6 km. Zagrożony skunks najpierw ostrzega przeciwnika podnosząc wysoko ogon, drepcząc w miejscu lub cofając się. Następnie unosi przednie łapy, wygina ciało w łuk i wypuszcza strumień aerozolu celując między oczy przeciwnika. Smród tych wydzielin bardzo trudno usunąć i jest wyczuwalny przez wiele dni. Substancje zawarte w tej wydzielinie mają także charakter żrący, mogą powodować kilkudniową ślepotę.
Skunksy prowadzą samotniczy i głównie nocny tryb życia. Nie bronią swojego areału i na tym samym terenie mogą przebywać dwa lub trzy osobniki. Z reguły jednak śpią samotnie w dziennych schronieniach i nie pomagają sobie w zdobywaniu pokarmu. Największą aktywność przejawiają o zmierzchu i świcie. Kopią małe nory, w których przebywają za dnia i większe, nory zimowe, w których znajdują schronienie w okresie zimowym. Ich dziennymi schronieniami są bardzo często opuszczone nory innych ssaków, wydrążone kłody drzew, a także odpowiednie dziury w skałach, ziemi i budowlach ludzkich. W okresie zimowym ich aktywność spada. Spalają wtedy zgromadzony wcześniej tłuszcz, choć nie hibernują. Na terenie Kanady obserwuje się w okresie zimowym niewielkie kolonie samic zajmujących jedną, rozgałęzioną norę i ogrzewających się wzajemnie. Czasem wśród nich tolerowany jest jeden samiec.

## Rozmnażanie
U samic do rui dochodzi raz w roku wczesną wiosną (od lutego do kwietnia). Gdy z jakichś powodów samice poronią lub stracą miot, w maju dochodzi do drugiej rui. Poza tym okresem samice nie utrzymują kontaktów z samcami, są względem nich agresywne, co pokazują odpowiednią wokalizacją i tupiąc nogami. Gdy to nie pomaga odegnać samca, podejmują z nim walkę. Samce są gotowe kryć każdą napotkaną samicę znajdującą się w rui, te jednak dopuszczają do siebie tylko jednego, wybranego samca. W rezultacie niewielka część dorodnych samców posiada wiele partnerek, podczas gdy inni są regularnie przeganiani. Kopulację rozpoczyna samiec od delikatnego lizania sromu samicy. Gdy samica wykazuje uległość, samiec drapie się na jej grzbiet. Kopulacja zazwyczaj trwa około 1 minuty. Ciąża trwa od 59 do 77 dni. Zmienność długości ciąży wynika ze zjawiska możliwej opóźnionej implantacji płodu w łożysku wynoszącej do 19 dni. Samice rodzą od 2 do 10 młodych (średnio 6) ważących od 32 do 35 g. Młode rodzą się ślepe i bezradne, ale już w chwili urodzenia pokryte są futrem z charakterystycznymi dla skunksów wzorami. Oczy otwierają się im po 3 tygodniach. Karmione są mlekiem przez 6 do 7 tygodni. W następnym okresie towarzyszą matce w zdobywaniu pokarmu i polowaniach. Samce opuszczają matkę w wieku 6 miesięcy, samice mogą z nią przebywać prawie rok. Po 10 miesiącach zarówno samce jak i samice uzyskują dojrzałość płciową.

## Długość życia
Średnia długość życia skunksów oceniona jest na 6 lat. Cechuje je wysoka śmiertelność w pierwszym roku życia, umierają przede wszystkim podczas pierwszej w życiu zimy. Osobniki odporniejsze, które przeżyły pierwszą zimę, żyją średnio 7 lat, a w niewoli do 10 lat. Przyczyną ich śmierci są pasożyty, choroby, drapieżniki, a ostatnio wiele z nich ginie na drogach i są ofiarami polowań.

## Komunikacja i percepcja
Jak u większości niesocjalnych zwierząt komunikacja werbalna ogranicza się głównie do okresu dziecięcego i dojrzewania w obecności matki i rodzeństwa. Niemniej opisywane są wydawane przez dorosłe osobniki różnorodne dźwięki: od cichego warczenia po odgłosy przypominające ptasie sygnały. Niewiele wiadomo o ich percepcji. Wiadomo tylko, że reagują na bodźce wzrokowe i słuchowe z bliskiej odległości.

## Pokarm
Skunksy są generalistami i oportunistami przy organizowaniu swojej diety. Jedzą wszystko to, co jest w danym okresie łatwo dostępne. Wiosną i latem są głównie owadożerne. Ich ofiarami są koniki polne, świerszcze, chrząszcze, larwy i owady społeczne, takie jak pszczoły. Spożywają także robaki, skorupiaki i inne stawonogi. W okresie jesiennym i zimowym w ich diecie pojawiają się małe ssaki, takie jak nornice. Jaja i pisklęta ptaków gniazdujących na ziemi pojawiają się w okresie lęgowym. Ponadto jedzą płazy, gady, padlinę i ryby oraz odpadki zostawione przez ludzi, gdy uda im się pozyskać taki pokarm. Udział pokarmu zwierzęcego w diecie skunksa dochodzi do 90%. Pozostałe 10% stanowią rośliny odpowiednie dla sezonu: kukurydza, jagody i owoce.

## Drapieżnictwo
Większość ssaków woli unikać skunksów ze względu na ich behawior obronny. Czasami jednak odnotowuje się skunksy w pokarmie pum, rysi, kojotów, lisów i borsuków, choć nie wiadomo czy jest to wynik polowania, czy znaleziona padlina. Duże ptaki drapieżne puchacz wirginijski i myszołów rdzawosterny systematycznie włączają skunksy do swojej diety.

## Rola w ekosystemie
Ze względu na znaczny udział owadów w diecie skunksa mogą one utrzymywać równowagę i zwiększać różnorodność w tej grupie zwierząt. Skunksy są jednocześnie wektorami wielu chorób zakaźnych i pasożytów. Są notorycznymi roznosicielami wścieklizny. Mogą również przyczyniać się do rozprzestrzeniania innych chorób, w tym gorączki Q, listeriozy, aspergilozy płuc, grzybicy, duru mysiego, tularemii, choroby Chagasa i psiego parwowirusa.

## Znaczenie gospodarcze

### Pozytywne
Dawniej tubylcza ludność Ameryki Północnej polowała na skunksy w celach kulinarnych, z ich kości i piżma wyrabiano leki. Z wydzieliny ich gruczołów okołoodbytowych wyrabiano perfumy. Do pewnego okresu polowano na nie dla cienkich, przewiewnych skór i ozdobnego futra. Obecnie nic nie wskazuje na to, by powróciło tego typu zapotrzebowanie na skunksy. Natomiast coraz częściej zwierzęta te są hodowane jako domowi ulubieńcy.

### Negatywne
Przenoszą pasożyty i choroby zakaźne groźne dla ludzi i zwierząt domowych.  Kopią niekiedy niepożądane nory w miejscach zagospodarowanych przez ludzi, a czasem próbując zasiedlić prywatne tereny farmerów stosują wobec nich swój behawior obronny. Są wtedy traktowane przez człowieka jako szkodniki.

## Zagrożenia i ochrona
Jest pospolity i nie wymaga ochrony. W czerwonej księdze gatunków zagrożonych wymieniany jest jako gatunek najmniejszej troski